# Nur eine Nacht (film 1922)
Nur eine Nacht è un film muto del 1922 diretto da Rudolf Walther-Fein.

## Produzione
Il film fu prodotto dalla Aafa-Film AG.